# 波恰伊夫拉伏拉

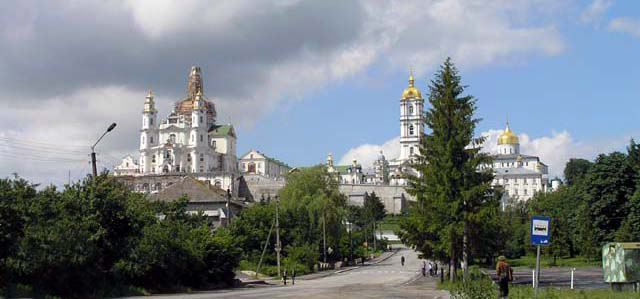
波恰伊夫拉伏拉

波恰伊夫拉伏拉（烏克蘭語：Свято-Успенська Почаївська Лавра），是乌克兰捷爾諾波爾州克雷梅内茨区波恰伊夫的一个东正教修道院。几个世纪以来，它一直是西乌克兰地区东正教各种教派的首要精神和思想中心。修道院位于捷爾諾波爾以北70公里、克雷梅內茨西南18公里处的波恰伊夫镇一座60米高的山丘顶部。
苏联政府没收了修道院。1959年在此开设无神论博物馆。1980年代后期苏联放宽对宗教的限制之后，无神论博物馆关闭，恢复了神学院。

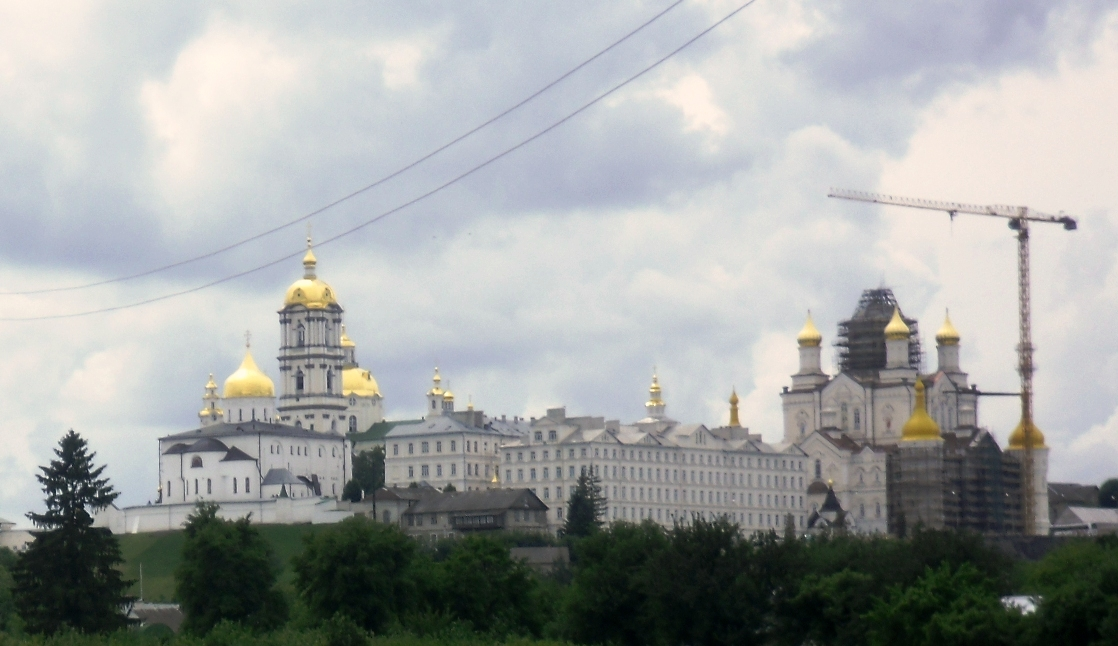
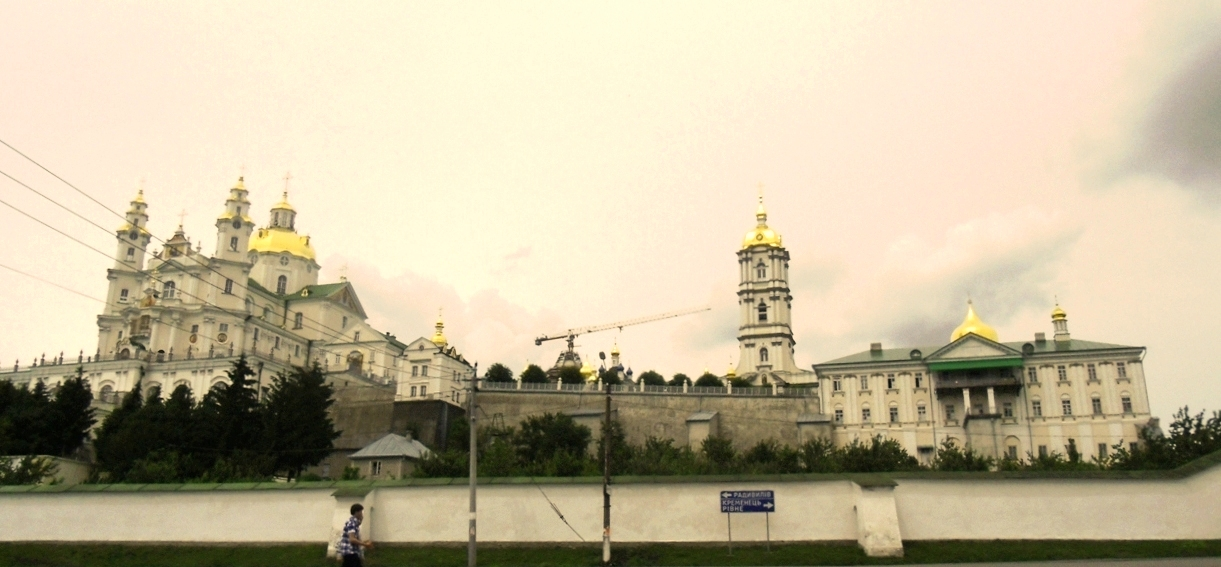
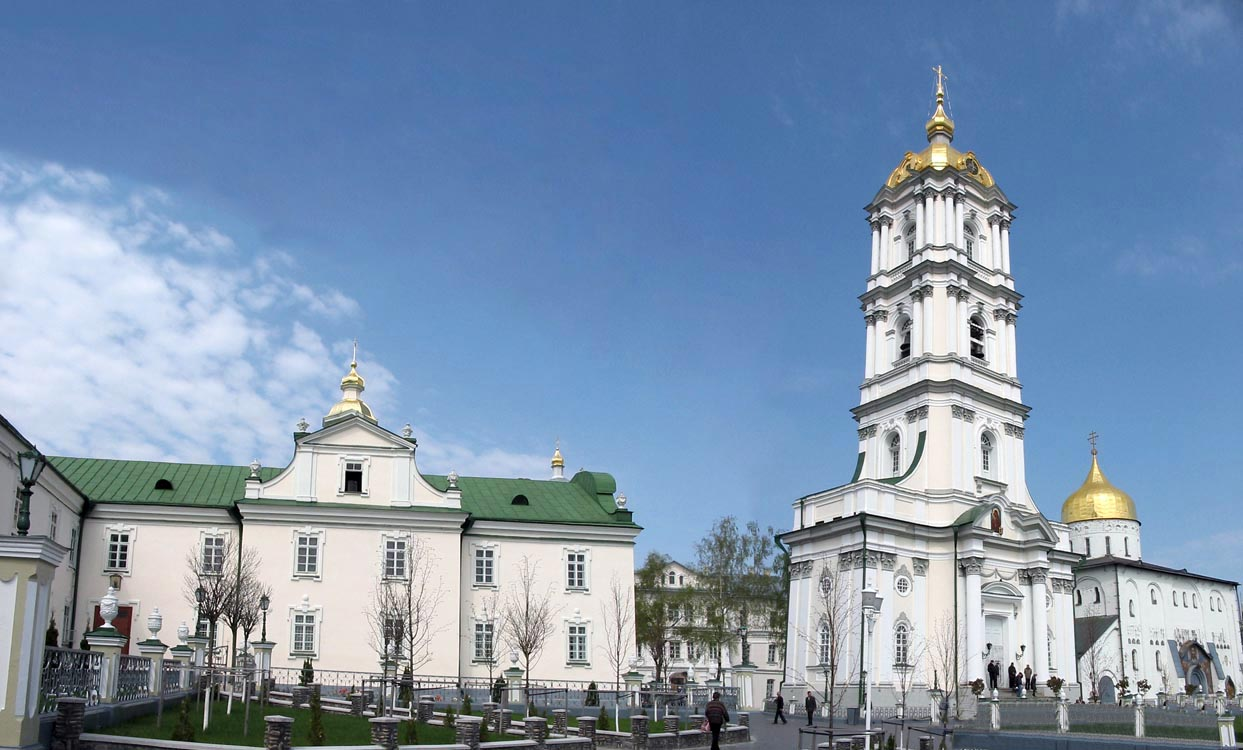
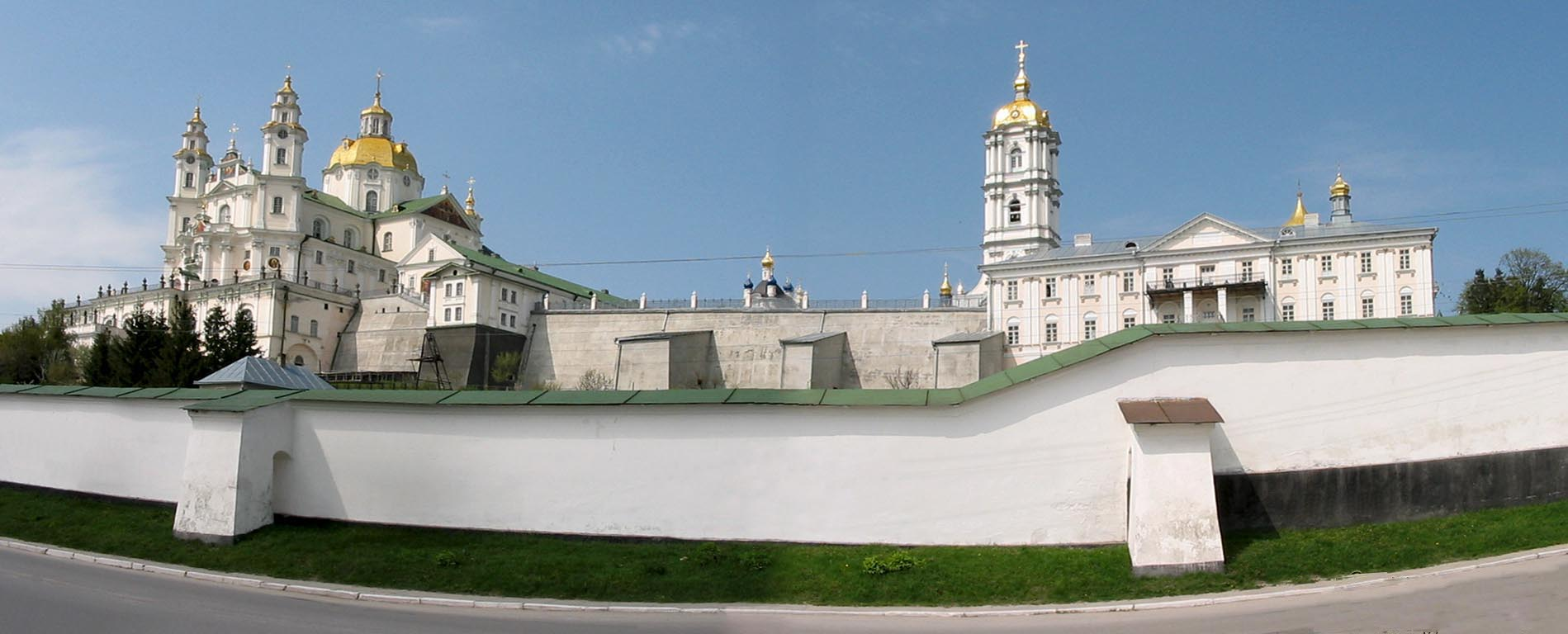
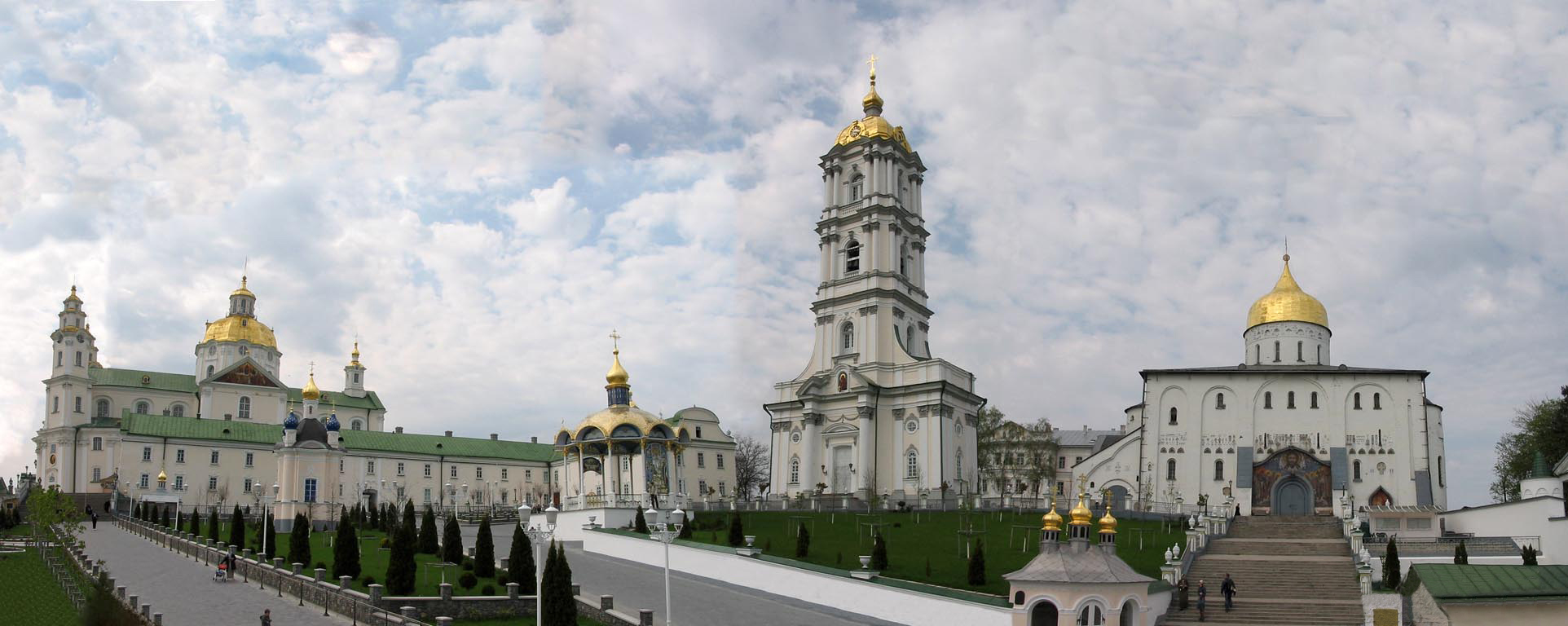
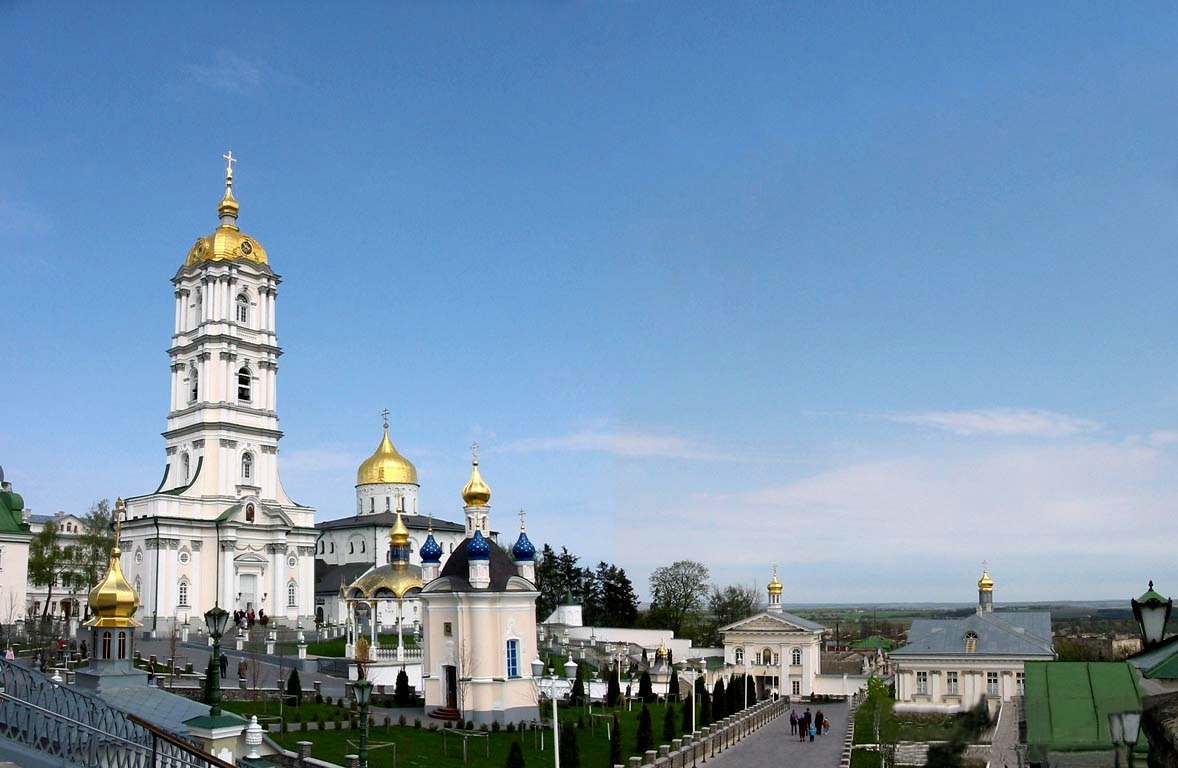